# 弗洛伊德 (新墨西哥州)
弗洛伊德（英語：Floyd）是位於美國新墨西哥州羅斯福縣的村。

## 人口
根據2020年美國人口普查的數據，弗洛伊德的面積為7.98平方千米，皆為陸地。當地共有人口86人，而人口密度為每平方千米11人。